# Povolání svatého Matouše (Caravaggio)
Povolání svatého Matouše (italsky Vocazione di San Matteo) je název obrazu namalovaného italským barokním malířem Caravaggiem.

## Okolnosti vzniku díla
Okolnosti vzniku tohoto díla jsou poměrně složité a zajímavé zároveň. Prvního května 1599 se slavnostní mší otevírala kaple v kostele San Luigi dei Francesi v těsné blízkosti římského náměstí Piazza Navona, která patřila dědicům francouzského kardinála Matthieua Cointrela (Mattea Contarelliho). Kostel byl od dob svého vzniku národním kostelem Francouzů.
V roce 1585 kardinál Contarelli koupil kapli, která byla zasvěcena jeho jmenovci a patronovi svatému Matoušovi, a přál si její výzdobu. Navrhoval fresky s výjevy z Matoušova života, kterým měly dominovat scény ze světcova povolání a umučení. Chtěl aby v Povolaní svatého Matouše byl apoštol zachycen v kanceláři výběrčího daní, zaneprázdněný počítáním peněz, nebo „co by bylo lepší, než se zvedá v touze přijít ke Kristu a následovat ho“.
Obrazy v kapli měly také splňovat jisté věroučné a ideologické aspekty. Nadcházející Svatý rok 1600 a s tím související oslavy se ukázaly jako velmi důležité v posilování katolické víry a náměty fresek (původně se uvažovalo o freskové výzdobě kaple) - konverze a mučednictví – vhodně zapadaly do programu oslav.
Výzdoba kaple se však neúměrně protahovala a umělci, pověření její výzdobou, nebyli s pracemi hotovi. Nejdále pokročil malíř Cavalier d'Arpino, kterému byla výzdoba kaple zadána ještě v roce 1591, když v roce 1593 dokončil stropní výmalbu.
V červenci roku 1599 se kněží z kostela obrátili na Caravaggia s požadavkem vyhotovení dvou obrazů do kaple s podmínkou jejich dokončení do konce roku. Pro Caravaggia, který byl dosud malířem elegantních a lyrických výjevů, křehkých a jemných předmětů a postav, a příznivec malého okruhu mecenášů, byla tato úloha nesmírnou výzvou. Na objednaných rozměrných plátnech, vyžadujících mnoho postav, musel prokázat své dosavadní zkušenosti a zručnost.

## Námět a ikonografie
Jako první začal tvořit obraz Umučení svatého Matouše, ale během práce jej přepadla nespokojenost s dílem. Práci na tomto obraze přerušil a soustředil se na obraz Povolání svatého Matouše.

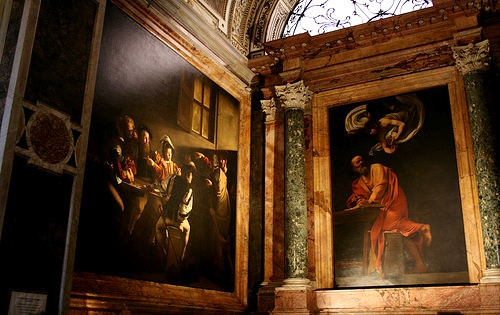
Obrazy Povolání svatého Matouše a Matouš a anděl v Contarelliho kapli Kostela San Luigi dei Francesi

V tomto díle čerpal inspiraci ze svého vlastního života a biblický výjev zasadil do soudobé reality. Dějištěm příběhu je Matoušova celnice (ve skutečnosti jde o kancelář výběrčích daně ze soli), ale místnost podle ponuré atmosféry připomíná hospodu v jedné ze zastrčených římských ulic, kde se postavy sedící kolem stolu oddávají pití a hazardním hrám.
Námět obrazu vychází z krátké pasáže Matoušova evangelia „Ježíš viděl v celnici sedět muže jménem Matouš a řekl mu: ‚Pojď za mnou.‘ On vstal a šel za ním.“ (Mt 9,9)
Postavy na Caravaggiově obraze jsou oblečené do dobových oděvů 16. století. Matouš, muž s bohatým plnovousem, je, podle důležitosti úřadu jím zastávaného, bohatě oblečen s kloboukem, na kterém výrazně svítí mince zastrčená za klopu. V úžasu dívá na příchozího a pokorně ukazuje na sebe, jestli se Kristova výzva týká opravdu jeho. V obličeji mladého chlapce v klobouku s perem umělec zachytil podobu mladíka známého z obrazu Věštkyně. V přítmí místnosti, kde přes jediné, jakoby zazděné okno nedopadá světlo, se objevuje Kristus a prstem, nápadně připomínajícím vztyčený ukazováček Adama na Michelangelově fresce na stropě Sixtinské kaple, ukazuje na Matouše.

## Kompozice díla
Obraz navzdory tmavé atmosféře působí poměrně barevně, přičemž umělec postavil do kontrastu samet a kožešiny bohatých šatů proti strohé jednoduchosti příchozích Krista a Petra, bosých a oděných do hrubých tóg.
Velmi výrazným kompozičním prvkem obrazu je hra světla a stínů. Ta kromě dramatičnosti příběhu má i symbolický význam. Postavy kolem stolu jsou zahaleny stínem, který spolu s velkým tmavým prostorem nad jejich hlavami má symbolicky vyjadřovat tíživý, bezútěšný a časově ohraničený pobyt člověka na tomto světě. Temnotou proniká paprsek světla jako dojemný symbol božského osvícení a naděje. Matouš byl považován za hříšníka, jehož Kristova výzva zachránila před temnotou zatracení. Kristovo povolání je symbolicky znázorněno paprskem dopadajícím na Matouše.
Lze říci, že Caravaggio si tímto dílem otevřel dveře ke slávě. Dokázal, že i Boží zázrak lze spojit s každodenní realitou a Kristus může být stejně přítomen v Božím chrámu jako v nejzastrčenější hospodě.
Obraz visí spolu obrazy Umučení svatého Matouše (na protější stěně) a Matouš s andělem (v retábulu) v kapli Contarelli Kostela San Luigi dei Francesi na stejném místě, na jaké ho pověsili za malířovy přítomnosti.